# 汉普顿 (阿肯色州)
汉普顿（英語：Hampton）是美国阿肯色州卡尔霍恩县的一个城鎮，同時也是該郡的县治。根據2020年美國人口普查統計，全市共有1,181人。

## 地理
汉普顿位于33°32′13″N 92°27′56″W / 33.53694°N 92.46556°W。
根据美国人口调查局的数据，全市总面积3.0平方英里（7.8平方公里），全部都是陆地。

## 人口统计
截至2000年的人口普查，全市共有1579居民，619户和402个家庭。人口密度是522.4每平方英里(201.9/km²)。 该市699个住房单位平均密度为231.2个每平方公里(89.4/km²)。全市人口66.18%是白种人，32.05%是非洲裔美国人，0.06%是美国土著，1.08%来自其他种族，还有0.63%是混血。西班牙裔和拉丁美洲裔分别占总人口的1.39%。
全市619户的30.5%有18岁以下的孩子和他们居住，44.3%户是已经结婚的，17.6%户已婚丧夫的家庭，还有34.9%户是非家庭。619中户的32.8%由个人组成，13.9%户居住着65岁及以上的独居老人。平均每户有2.36人，每个家庭2.99人。
全市18岁以下的少年儿童及青少年占总人口的25.0%，7.5%的人口居于18岁到24岁之间，25.0%的人口居于25岁到44岁之间，22.5%的人口居于45岁到64岁之间，还有19.9%的人口是65岁以上的老年人。人口年龄的中位数是40岁，平均每100个女性对应79.2个男性。18岁以上的每100个女性对应74.9个男性。